# Плещино
Плещино (бел. Плешчына) — деревня в Кричевском районе Могилёвской области Белоруссии. Входит в состав Молятичского сельсовета.

## География
Деревня находится в северо-восточной части Могилёвской области, в пределах Оршанско-Могилёвской равнины, на левом берегу ручья Липовка, к югу от реки Чёрная Натопа, на расстоянии примерно 9 километров (по прямой) к северо-северо-западу (NNW) от Кричева, административного центра района. Абсолютная высота — 163 метра над уровнем моря.

## История
Упоминается в 1758 году как деревня в составе Мстиславского воеводства Великого княжества Литовского.
Согласно «Списку населенных мест Могилёвской губернии» 1910 года издания населённый пункт входил в состав Мышковичского сельского общества Малятичской волости Чериковского уезда Могилёвской губернии. В деревне имелось 23 двора и проживал 161 человек (78 мужчин и 83 женщины).

## Население
По данным переписи 2009 года, в деревне проживало 3 человека.